# Heracles in het seizoen 1956/57
Het seizoen 1956/1957 was het 53e jaar in het bestaan van de Almelose voetbalclub Heracles. De club kwam uit in de Tweede divisie A en eindigde daar op de derde plaats. Ook werd deelgenomen aan het toernooi om de KNVB beker, hierin werd in de derde ronde met 2–0 verloren van 't Gooi.

## Wedstrijdstatistieken

### Tweede divisie A
| 1e speelronde                                                       | Heracles                                                                            | 3 – 3 (1 – 1) | Leeuwarden                                                 |
| 2 september 1956 Plaats: Almelo Bornsestraat                        | Jan Kamphuis 45' Henk de Olde 75' Jacob Edel –' (pen.)                              |               | 30', 60' Jaap van Oosten 83' André Hofman                  |
| 2e speelronde                                                       | Velocitas                                                                           | 1 – 0 (1 – 0) | Heracles                                                   |
| 9 september 1956 Plaats: Groningen Stadion Stadspark                | Bé Kuiper 24'                                                                       |               |                                                            |
| 3e speelronde                                                       | Rheden                                                                              | 2 – 1 (1 – 0) | Heracles                                                   |
| 23 september 1956 Plaats: Rheden Sportpark Thomassen                | Joop Donderwinkel 43' Hans Kool 53'                                                 |               | 89' Johan Scholten                                         |
| 4e speelronde                                                       | Heracles                                                                            | 2 – 1 (1 – 0) | Oosterparkers                                              |
| 30 september 1956 Plaats: Almelo Bornsestraat                       | Henk Meijer 15', 88'                                                                |               | 55' Jan Groninger                                          |
| 5e speelronde                                                       | Go Ahead                                                                            | 2 – 1 (1 – 1) | Heracles                                                   |
| 7 oktober 1956 Plaats: Deventer Sportpark Go Ahead                  | Willy Mos 44' Henk Mol 80'                                                          |               | 23' Bennie Haghuis                                         |
| 6e speelronde                                                       | Heracles                                                                            | 5 – 2 (1 – 2) | Veendam                                                    |
| 21 oktober 1956 Plaats: Almelo Bornsestraat                         | Jan Kamphuis 10' Henk de Olde 15' Henk Meijer –', –', –'                            |               | Klaas van der Berg –' (pen.) Sietze de Jong                |
| 7e speelronde                                                       | PEC                                                                                 | 0 – 3 (0 – 1) | Heracles                                                   |
| 9 september 1956 Plaats: Zwolle Gemeentelijk Sportpark              |                                                                                     |               | 8' Jan Kamphuis 53' Henk Meijer 82' Herman Vrielink        |
| 8e speelronde                                                       | Heracles                                                                            | 2 – 2         | Be Quick                                                   |
| 11 november 1956 Plaats: Almelo Bornsestraat                        | Herman Vrielink 10' Jan Kamphuis                                                    |               | Roel Greving 60' Klaas Lugthart                            |
| 9e speelronde                                                       | Heerenveen                                                                          | 1 – 1 (0 – 0) | Heracles                                                   |
| 18 november 1956 Plaats: Heerenveen Sportpark Noord                 | Sjoerd Veenstra 63'                                                                 |               | 75' Jan Kamphuis                                           |
| 10e speelronde                                                      | Heracles                                                                            | 1 – 0 (0 – 0) | Tubantia                                                   |
| 3 maart 1957 Plaats: Almelo Bornsestraat                            | Jan Kamphuis 65'                                                                    |               |                                                            |
| 11e speelronde                                                      | Oldenzaal                                                                           | 1 – 1         | Heracles                                                   |
| 2 december 1956 Plaats: Oldenzaal Het Heuveltje                     | Gerrit Kuiper                                                                       |               | Henk de Olde                                               |
| 12e speelronde                                                      | Heracles                                                                            | 3 – 0 (1 – 0) | Zwartemeer                                                 |
| 9 december 1956 Plaats: Almelo Bornsestraat                         | Henk de Olde 30', 55' Jan Kamphuis 65'                                              |               |                                                            |
| 13e speelronde                                                      | Vrij                                                                                | Vrij          | Vrij                                                       |
| 14e speelronde                                                      | Heracles                                                                            | 3 – 1         | Enschedese Boys                                            |
| 23 december 1956 Plaats: Almelo Bornsestraat                        | Jan Kamphuis 8' Henk de Olde 25' Henk ten Brink 71'                                 |               | Hans Luiten                                                |
| 15e speelronde                                                      | Zwolsche Boys                                                                       | 0 – 1 (0 – 0) | Heracles                                                   |
| 30 december 1956 Plaats: Zwolle Sportpark De Vrolijkheid            |                                                                                     |               | 84' Herman Vrielink                                        |
| 16e speelronde                                                      | Leeuwarden                                                                          | 0 – 3 (0 – 0) | Heracles                                                   |
| 6 januari 1957 Plaats: Leeuwarden Gemeentelijk Sportpark Cambuur    |                                                                                     |               | 57' Herman Vrielink 84' Jan Kamphuis 85' Koene Schonewille |
| 17e speelronde                                                      | Heracles                                                                            | 7 – 0 (4 – 0) | Velocitas                                                  |
| 13 januari 1957 Plaats: Almelo Bornsestraat                         | Henk ten Brink 3', 9' Herman Vrielink –', 33' Henk de Olde 57', –' Jan Kamphuis 66' |               |                                                            |
| 18e speelronde                                                      | Heracles                                                                            | 1 – 1         | Rheden                                                     |
| 20 januari 1957 Plaats: Almelo Bornsestraat                         | Benny Haghuis 76'                                                                   |               | Ap Bosveld                                                 |
| 19e speelronde                                                      | Oosterparkers                                                                       | 0 – 2 (0 – 1) | Heracles                                                   |
| 7 april 1957 Plaats: Groningen Stadion Oosterpark                   |                                                                                     |               | 35' Jan Kamphuis 60' Henk de Olde                          |
| 20e speelronde                                                      | Heracles                                                                            | 2 – 2 (1 – 0) | Go Ahead                                                   |
| 3 februari 1957 Plaats: Almelo Bornsestraat                         | Koene Schonewille 35' Johan Scholten 88'                                            |               | 60' Willy Mos 66' Joop Butter                              |
| 21e speelronde                                                      | Veendam                                                                             | 2 – 2 (2 – 1) | Heracles                                                   |
| 10 februari 1957 Plaats: Veendam De Langeleegte                     | Piet Jager 18' Jannie Löhr 23'                                                      |               | 3' Jacob Edel 67' Henk Meijer                              |
| 22e speelronde                                                      | Heracles                                                                            | 1 – 0 (1 – 0) | PEC                                                        |
| 17 februari 1957 Plaats: Almelo Bornsestraat                        | Jacob Edel 16'                                                                      |               |                                                            |
| 23e speelronde                                                      | Heracles                                                                            | 3 – 0 (1 – 0) | Heerenveen                                                 |
| 10 maart 1957 Plaats: Almelo Bornsestraat                           | Jan Kamphuis 10', 85' Jacob Edel 65' (pen.)                                         |               |                                                            |
| 24e speelronde                                                      | Be Quick                                                                            | 2 – 3 (0 – 2) | Heracles                                                   |
| 17 maart 1957 Plaats: Groningen Stadion Esserberg                   | Roel Greving 60' Klep Kuipers 86'                                                   |               | 24' (36), 49' Jacob Edel                                   |
| 25e speelronde                                                      | Heracles                                                                            | 6 – 1         | Oldenzaal                                                  |
| 24 maart 1957 Plaats: Almelo Bornsestraat                           | Jacob Edel 16', 57', –' Herman Vrielink Henk ten Brink 34' Jan Kamphuis             |               | Toon Valks                                                 |
| 26e speelronde                                                      | Tubantia                                                                            | 1 – 0 (0 – 0) | Heracles                                                   |
| 31 maart 1957 Plaats: Hengelo Sportpark 't Lansink                  | Chris Peddemors 50'                                                                 |               |                                                            |
| 27e speelronde                                                      | Vrij                                                                                | Vrij          | Vrij                                                       |
| 28e speelronde                                                      | Zwartemeer                                                                          | 3 – 0 (2 – 0) | Heracles                                                   |
| 14 april 1957 Plaats: Klazienaveen Sportpark aan de Mr. Ovingstraat | Jan Jacobs 9' Hans Kalter 25' Gerrit Pesman 70'                                     |               |                                                            |
| 29e speelronde                                                      | Enschedese Boys                                                                     | 1 – 0 (0 – 0) | Heracles                                                   |
| 5 mei 1957 Plaats: Enschede Heekpark                                | Koen Weijdijk 49'                                                                   |               |                                                            |
| 30e speelronde                                                      | Heracles                                                                            | 1 – 0 (0 – 0) | Zwolsche Boys                                              |
| 12 mei 1957 Plaats: Almelo Bornsestraat                             | Jan Kamphuis 55'                                                                    |               |                                                            |

### KNVB Beker
| 1e ronde                                                  | Heracles                                           | 3 – 0 (1 – 0) | Hengelo                                   |
| 26 augustus 1956 Plaats: Almelo Bornsestraat              | Benny Haghuis Herman Vrielink 55' Jacob Edel 80'   |               |                                           |
| 2e ronde                                                  | Heracles                                           | 3 – 2 (2 – 1) | AGOVV                                     |
| 16 september 1956 Plaats: Almelo Bornsestraat             | Herman Vrielink 8', 47' Sietze de Vries 35' (e.d.) |               | 15' Bertus Wasmus –' (pen.) Mais Hanskamp |
| 3e ronde                                                  | 't Gooi                                            | 2 – 0 (2 – 0) | Heracles                                  |
| 26 december 1956 Plaats: Hilversum Gemeentelijk Sportpark | Cees Houtveen –', –'                               |               |                                           |

## Statistieken Heracles 1956/1957

### Eindstand Heracles in de Nederlandse Tweede divisie A 1956 / 1957
| Stand | Gespeeld | Gewonnen | Gelijk | Verloren | Punten | Doelpunten voor | Doelpunten tegen |
| ----- | -------- | -------- | ------ | -------- | ------ | --------------- | ---------------- |
| 3e    | 28       | 15       | 7      | 6        | 37     | 58              | 29               |

### Topscorers
| #      | Naam              | Goal |
| ------ | ----------------- | ---- |
| 1.     | Jan Kamphuis      | 58   |
| 2.     | Jacob Edel        | 10   |
| 3.     | Henk de Olde      | 9    |
| 4.     | Henk Meijer       | 7    |
| 4.     | Herman Vrielink   | 7    |
| 6.     | Henk ten Brink    | 4    |
| 7.     | Bennie Haghuis    | 2    |
| 7.     | Johan Scholten    | 2    |
| 7.     | Koene Schonewille | 2    |
| Totaal | Totaal            | 58   |

| #                | Naam                    | Goal |
| ---------------- | ----------------------- | ---- |
| 1.               | Herman Vrielink         | 3    |
| 2.               | Benny Haghuis           | 1    |
| 2.               | Jacob Edel              | 1    |
| Eigen doelpunten |                         |      |
| 1.               | Sietze de Vries (AGOVV) | 1    |
| Totaal           | Totaal                  | 2    |

### Punten per speelronde
| Speelronde | 1 | 2 | 3 | 4 | 5 | 6 | 7 | 8 | 9 | 10 | 11 | 12 | 13 | 14 | 15 | 16 | 17 | 18 | 19 | 20 | 21 | 22 | 23 | 24 | 25 | 26 | 27 | 28 |
| ---------- | - | - | - | - | - | - | - | - | - | -- | -- | -- | -- | -- | -- | -- | -- | -- | -- | -- | -- | -- | -- | -- | -- | -- | -- | -- |
| Punten     | 1 | 0 | 0 | 2 | 0 | 2 | 2 | 1 | 1 | 1  | 2  | 2  | 2  | 2  | 2  | 1  | 1  | 1  | 2  | 2  | 2  | 2  | 2  | 0  | 2  | 0  | 0  | 2  |

### Punten na speelronde
| Speelronde | 1 | 2 | 3 | 4 | 5 | 6 | 7 | 8 | 9 | 10 | 11 | 12 | 13 | 14 | 15 | 16 | 17 | 18 | 19 | 20 | 21 | 22 | 23 | 24 | 25 | 26 | 27 | 28 |
| ---------- | - | - | - | - | - | - | - | - | - | -- | -- | -- | -- | -- | -- | -- | -- | -- | -- | -- | -- | -- | -- | -- | -- | -- | -- | -- |
| Punten     | 1 | 1 | 1 | 3 | 3 | 5 | 7 | 8 | 9 | 10 | 12 | 14 | 16 | 18 | 20 | 21 | 22 | 23 | 25 | 27 | 29 | 31 | 33 | 33 | 35 | 35 | 35 | 37 |

### Doelpunten per speelronde
| Speelronde | 1 | 2 | 3 | 4 | 5 | 6 | 7 | 8 | 9 | 10 | 11 | 12 | 13 | 14 | 15 | 16 | 17 | 18 | 19 | 20 | 21 | 22 | 23 | 24 | 25 | 26 | 27 | 28 | Totaal |
| ---------- | - | - | - | - | - | - | - | - | - | -- | -- | -- | -- | -- | -- | -- | -- | -- | -- | -- | -- | -- | -- | -- | -- | -- | -- | -- | ------ |
| Doelpunten | 3 | 0 | 1 | 2 | 1 | 5 | 3 | 2 | 1 | 1  | 3  | 3  | 1  | 3  | 7  | 1  | 2  | 2  | 1  | 1  | 3  | 3  | 6  | 0  | 2  | 0  | 0  | 1  | 58     |